# Arkharavia
Arkharavia – rodzaj dinozaura o niepewnej pozycji filogenetycznej, żyjącego w późnej kredzie na obecnych terenach Azji. Został opisany w 2010 roku przez Alifanowa i Bołockiego w oparciu o ząb oraz izolowane proksymalne kręgi ogonowe odnalezione w mastrychckich osadach nad Amurem w Rosji. Cechą charakterystyczną gatunku typowego, Arkharavia heterocoelica, jest umiarkowana siodełkowatość (heteroceliczność) kręgów ogonowych. Zdaniem Alifanowa i Bołockiego Arkharavia to zauropod z grupy Titanosauriformes, który może być najbliżej spokrewniony z zauropodami takimi jak Chubutisaurus insignis z późnej kredy Ameryki Południowej. Z kolei według Godefroita, Bołockiego i Bołockiego (2012) budowa kręgów A. heterocoelica wskazuje na jego przynależność do hadrozaurów.